# Керк Палмер
Керк Палмер  (англ. Kirk Palmer; 12 жовтня 1986) — австралійський плавець, олімпієць.

## Виступи на Олімпіадах
| Олімпіада  | Дисципліна                      | Місце                 |
| ---------- | ------------------------------- | --------------------- |
| Пекін 2008 | естафета 4 × 200 вільним стилем | 3 (попередні запливи) |